# Supervacío de Eridanus

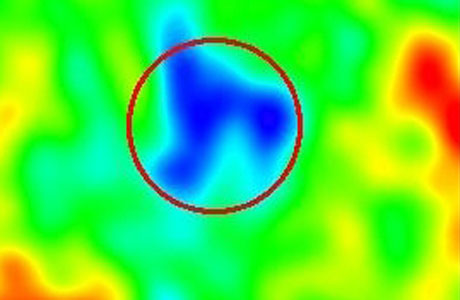
Supervacío de Eridanus.

El Supervacío de Eridanus, Punto Frío WMAP o el Punto Frío CMB es una región del Universo descubierta por (o recibida como señal de) microondas que tras su análisis resultó ser extraordinariamente grande y fría en relación con las propiedades esperadas de la radiación de fondo de microondas (CMB). Las fluctuaciones térmicas de la CMB son de aprox. 10-5 K y la temperatura de dicho supervacío es de 70 µK más frío que dicho promedio (aproximadamente 2,7 K).
El radio del supervacío es de unos 5°, se centra en las coordenadas galácticas lII = 207.8°, bII = −56.3°; sus coordenadas ecuatoriales a la vez son: α = 03 h 15 m 05 s, δ = -19° 35′ 02″. Esto quiere decir que se encuentra en el hemisferio sur de la esfera celeste, en una dirección hacia la constelación de Eridanus.
Normalmente, las mayores fluctuaciones de la temperatura del CMB primordial se producen en escalas angulares de aproximadamente 1 °. Así, una región fría tan grande como el "punto frío" parece muy poco probable, dados los modelos teóricos generalmente aceptados. Existen varias explicaciones alternativas, incluido el llamado Eridanus Supervoid ("Supervacío de Eridanus") o Great Void ("Gran Vacío"). Esta sería una región extremadamente grande del Universo, aproximadamente de 150 a 300 Mpc o de 500 millones a mil millones de años luz de ancho y de 6 a 10 mil millones de años luz de distancia, en corrimiento al rojo de z ~ 1, que contendría una densidad de materia mucho menor que la densidad promedio a ese corrimiento al rojo. Tal vacío afectaría el CMB observado a través del efecto Sachs-Wolfe integrado. Si existiera un supervacío comparable, sería una de las estructuras más grandes del universo observable.
Parece muy poco probable por modelos teóricos. Pero a la vez se han producido explicaciones alternativas como es el caso del descubrimiento de este vacío. En este caso se trataría de una región extremadamente grande del universo, unos 500 millones de años luz o 150 Mpc de diámetro, un corrimiento al rojo {\displaystyle z\simeq 1} conteniendo así una densidad de materia mucho menor que en dicho corrimiento. Si dicho supervacío existiera, sería una de las estructuras más grandes del Universo observable.

## Descubrimiento y relevancia

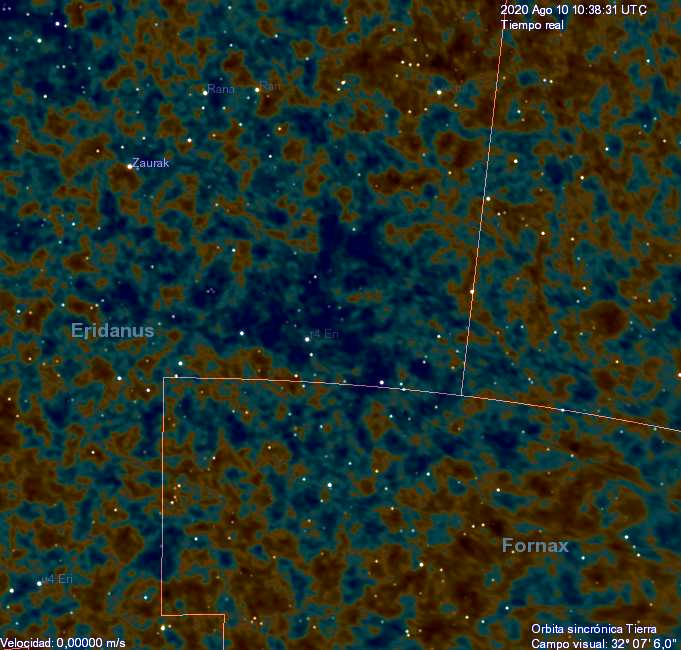
Supervacío de Eridanus generado en Celestia. Además del WMAP la sonda Planck también registró este supervacío

En el primer año del registro de la Wilkinson Microwave Anisotropy Probe (WMAP) se descubrió que por la constelación Eridanus se encontraba una zona que era mucho más fría que su zona circundante. Transcurridos 3 años, el WMAP estimó el tamaño de esta vasta región. La probabilidad de encontrar al menos una desviación alta en el campo aleatorio gaussiano según los análisis es de un 1.85%. Por tanto, parece poco probable, pero no imposible, que el punto frío fuera generado por el mecanismo estándar de las fluctuaciones cuánticas en la inflación cósmica, que en la mayoría de los modelos inflacionarios da lugar a las estadísticas de Gauss.
El punto frío también puede, como se sugiere en las referencias anteriores, ser un indicador de las fluctuaciones primordiales no gaussianas.
Descubrimientos recientes, sin embargo, han puesto en duda los datos estadísticos de este supervacío.